# Флавий Маллий Феодор
Флавий Маллий Феодор (лат. Flavius Mallius Theodorus) — консул Римской империи в 399 году при императоре Гонории. Карьера Феодора описана в панегирике Клавдиана. Службу он начал проконсулом Африки в 377 году. Затем, в 378 году был консуляром Македонии. А в следующем году Феодор — magister memoriae. В 380 году по всей видимости он был квестором священного дворца. Спустя два года стал префектом галльской префектуры. В 397—399 годах Феодор был преторианским префектом Иллирика. В 399 году стал консулом.
Также известен как автор трудов по грамматике, философии, астрономии и геометрии, за что был прославлен в панегирике поэта Клавдиана. Феодор жил в Медиолане.